# ران هاچینسون
ران هاچینسون (انگلیسی: Ron Hutchinson) فیلم‌نامه‌نویس و تهیه‌کننده تلویزیونی اهل ایرلند شمالی است.
از فیلم‌ها یا مجموعه‌های تلویزیونی که وی در آن‌ها نقش داشته‌است، می‌توان به نمایش امروز، یخ آبی، در برابر دیوار، پرنده شکاری و جزیره دکتر مورو اشاره نمود.